# Élelmiszer-hulladék

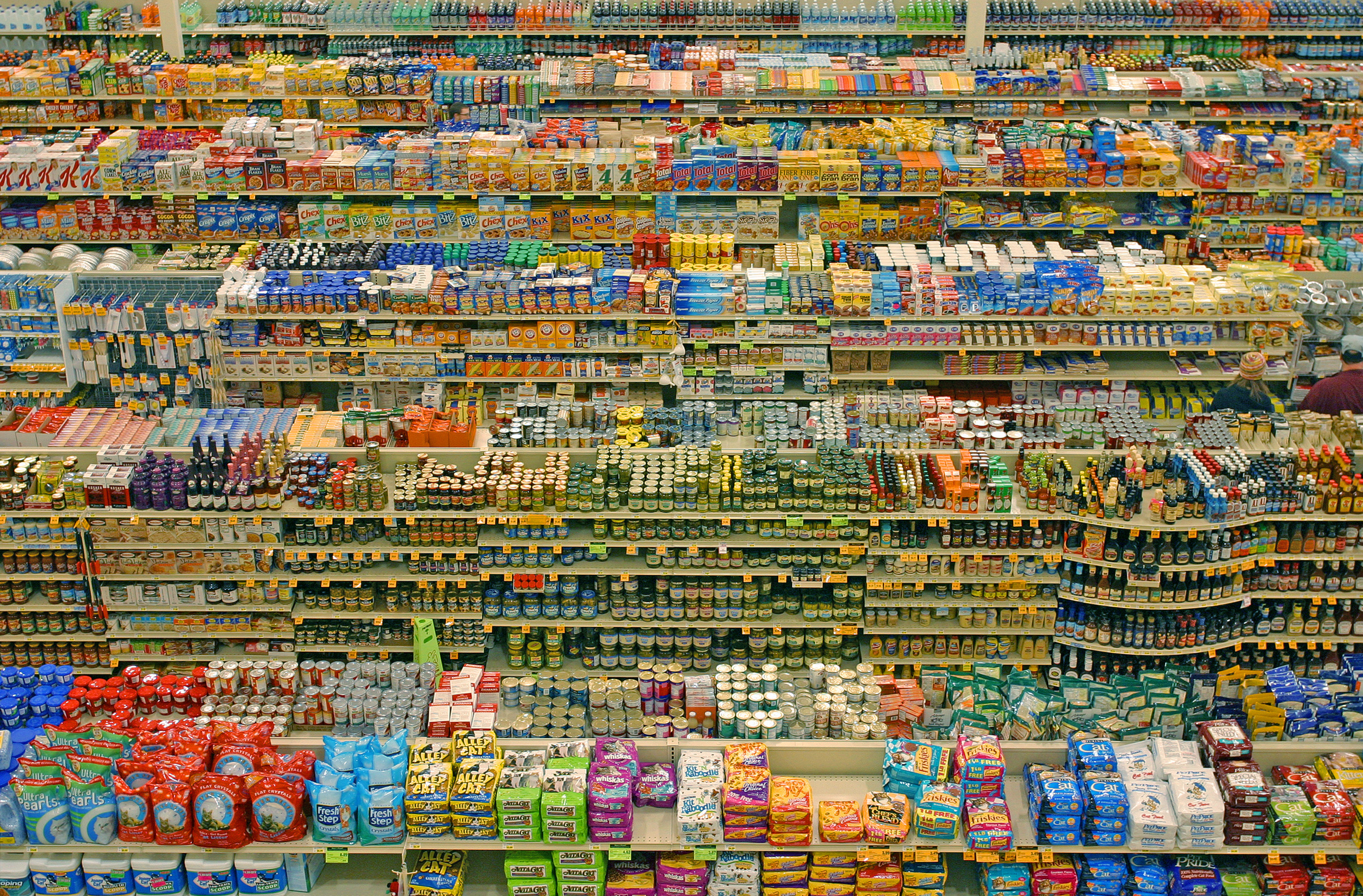
Szupermarket áruval megrakott polcai az Egyesült Államokban

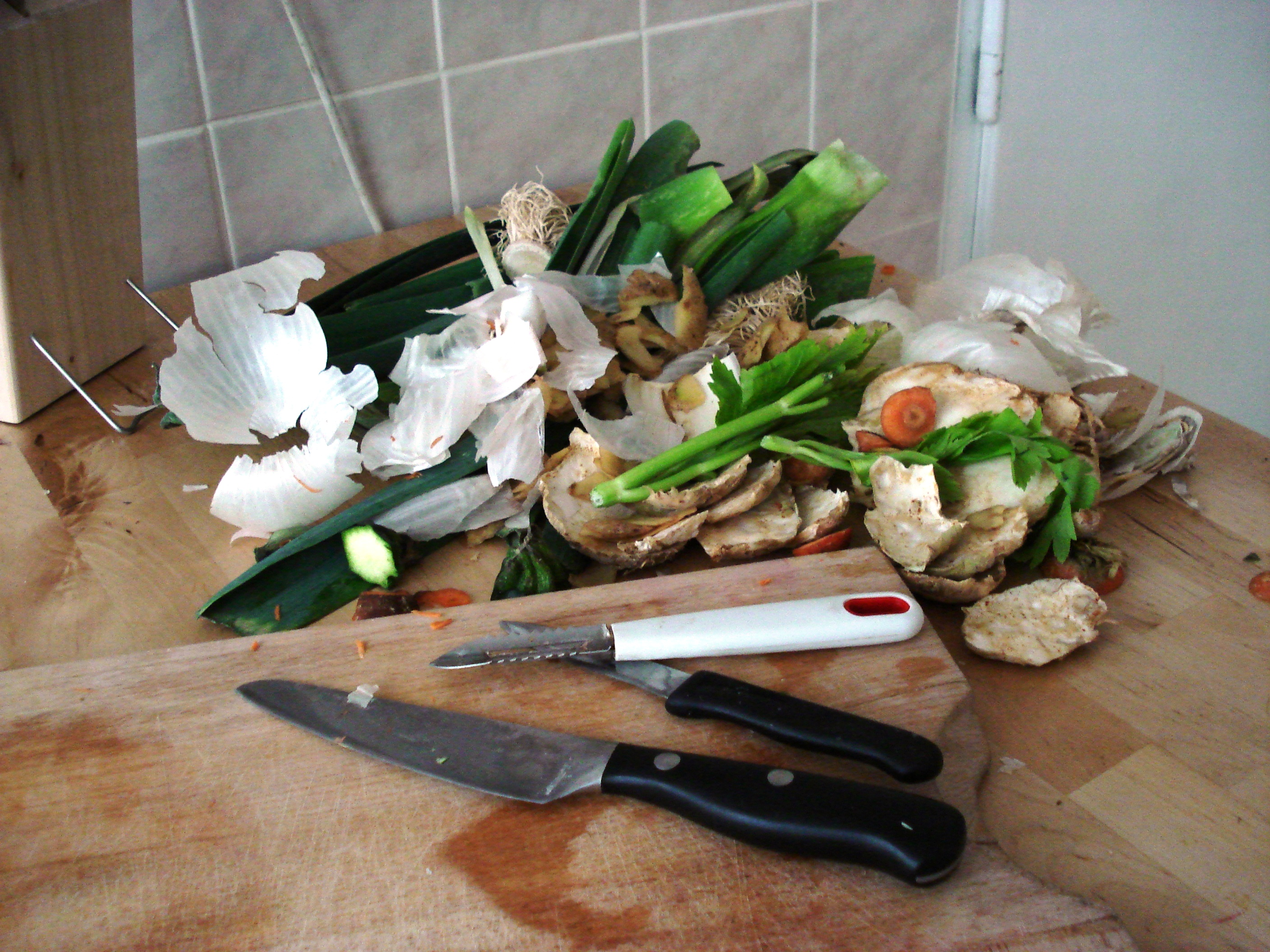
Háztartási élelmiszerhulladék

Az élelmiszerhulladék az élelmiszerek előállítása és feldolgozása során keletkező, emberi fogyasztásra vagy további feldolgozásra alkalmatlan hulladék, illetve a romlott, lejárt minőségmegőrzési- vagy fogyaszthatósági idejű élelmiszer. Az Európai Unió hulladékokra vonatkozó definíciója szerint hulladék minden „olyan anyag vagy tárgy, amelytől birtokosa megválik, megválni szándékozik vagy megválni köteles”, és ebbe a körbe sorolja az élelmiszerhulladékot is. A hulladékgyűjtéssel és feldolgozással foglalkozó cégek, nemzetközi szervezetek és az egyes országok azonban ettől eltérő definíciókat is használhatnak a hulladék, és ezzel együtt az élelmiszerhulladék meghatározására.

## Meghatározás

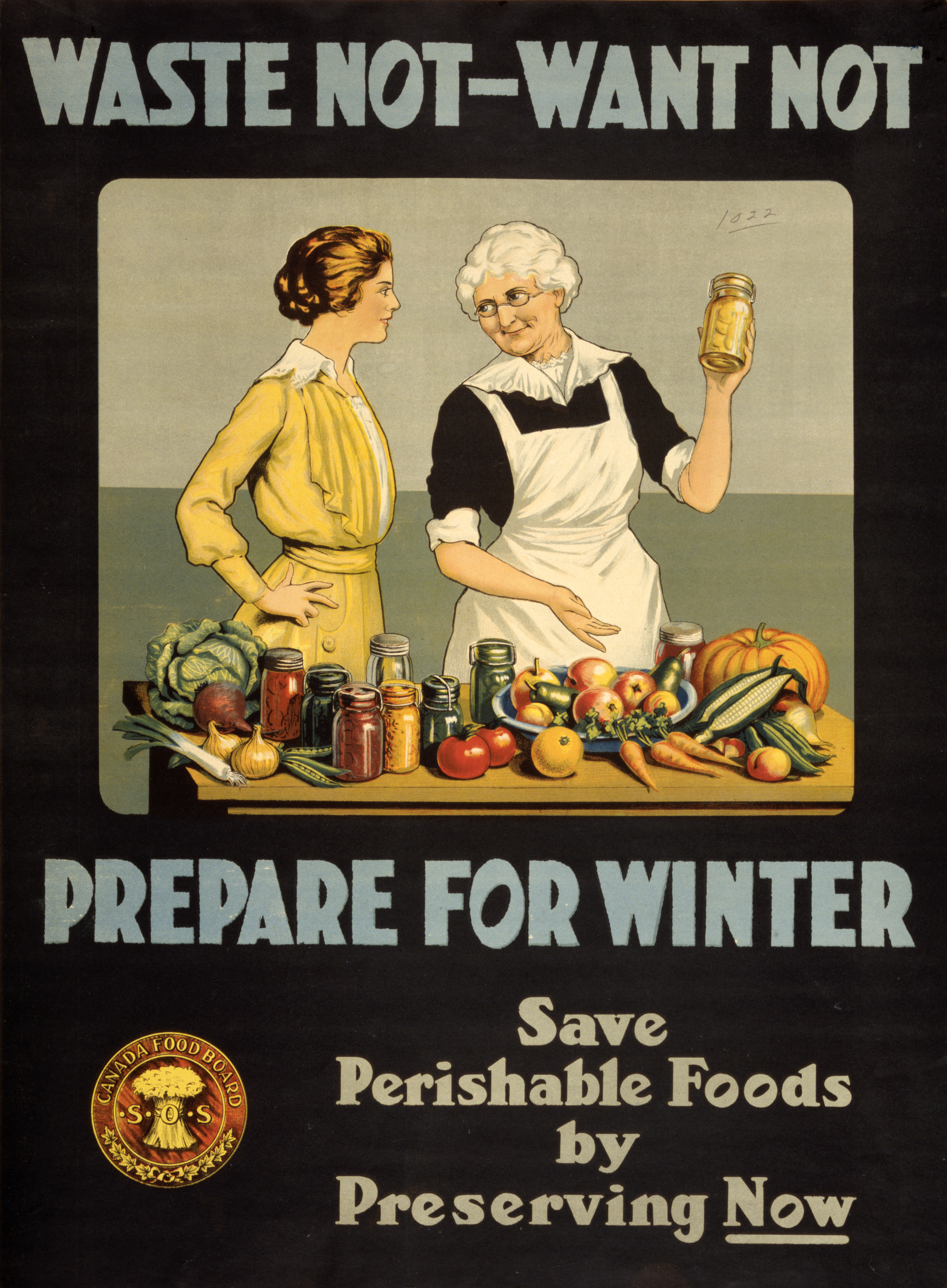
Az első és a második világháborúban nagyszabású kampányokkal hívták fel a lakosság figyelmét az élelmiszertakarékosságra

A hulladék általában olyan tárgy, amely az ember mindennapi élete során keletkezik és a keletkezésük helyén feleslegessé válnak, tőlük a tulajdonosuk megválik vagy megválni köteles. Ez a meghatározás az EU vonatkozó irányelvein alapszik és vállalatok, nemzetközi szervezetek, illetve az Unión kívüli országok is ettől eltérő meghatározást használhatnak. A hulladék, így az élelmiszerhulladék meghatározásában sokszor szerepet játszik egy adott szituáció vagy helyszín is: ami valaki számára hulladék, másnak még értékes alapanyag, használati tárgy lehet.
1975-ben az Európai Unió hivatalosan meghatározta a hulladék fogalmát a 75/442/EGK irányelvben: „"hulladék": bármely anyag vagy tárgy, amelytől birtokosa megválik vagy a hatályban lévő nemzeti jogi szabályozásnak megfelelően megválni köteles”. Az irányelvet 1991-ben módosították (91/156/EGK), ekkor határozták meg a hulladékok különböző kategóriáit (I. melléklet – Hulladékkategóriák) és kihagyták a nemzeti jogszabályokra való hivatkozást.
Az I. mellékletben határozták meg a hulladékok fajtáit, és egyes kategóriák egy sajátos hulladéktípusnak lettek létrehozva. Ilyen például a „Q3 Olyan termékek, amelyek felhasználhatósági ideje lejárt” kategória, amelyet kimondottan a lejárt szavatossági idejű élelmiszertermékek kedvéért hoztak létre.
A 2008/98/EK irányelv megszüntette a korábbi, hulladékra vonatkozó kategóriákat és helyette a 3. cikkben a következő kategóriákat határozta meg:
1. hulladék (beleértve az élelmiszer-hulladékot is)
2. veszélyes hulladék
3. hulladékolaj
4. biohulladék[1]

Az Egyesült Államok Környezetvédelmi Ügynöksége (United States Environmental Protection Agency, EPA) a következő definíciót használja az élelmiszerhulladékokra vonatkozóan: „El nem fogyasztott élelmiszer és az élelmiszerkészítés hulladékai, amelyek lakóhelyeken és kereskedelmi egységekben, mint élelmiszerbolt, étterem, élelmiszerpiac, kávézó és konyha, valamint vállalati környezetben, például üzemi étkezőben keletkeznek.” Bár az EPA szövetségi ügynökség, az egyes államok mégis ettől eltérő meghatározást fogadhatnak el az élelmiszerhulladékokra vonatkozóan.
Magyarországon a 2000. évi XLIII. törvény szabályozza a hulladékgazdálkodást. Az élelmiszerhulladékok azonosítása és besorolása az Európai Hulladék Katalógusban (European Waste Catalogue, EWC) közölt kódszámok alapján történik, ezeket a Környezetvédelmi Minisztérium 16/2001. (VII. 18.) KöM rendelete tartalmazza. Az élelmiszerhulladékok általában a 02-es főcsoportba tartoznak, míg egyes biológiailag lebomló hulladékok, illetve zsírok és olajok a 20-as főcsoportban találhatók. Az élelmiszert előállító, feldolgozó és értékesítő vállalkozásoknál nagy mennyiségben termelt élelmiszerhulladék elszállítását speciális technológiával és a jogszabályokban meghatározott engedélyekkel rendelkező hulladékszállító vállalkozások végzik, és átadják a hulladék kezelését, ártalmatlanítását vagy hasznosítását végző hulladékkezelő vállalkozásnak (amelynek tevékenysége szintén engedélyköteles).

## Az élelmiszerhulladék forrásai

### Élelmiszerelőállítás
A legtöbb fejlődő és fejlett országban az élelmiszeripar minden szereplőjénél, a kis- és nagyipari élelmiszertermelés és –feldolgozás minden lépcsőjében keletkezhet, akár jelentős mennyiségű, élelmiszerhulladék. Azokban a kevésbé fejlett országokban, ahol az élelmiszertermelés elsősorban a helyi szükségletek kielégítésére és nem egy becsült globális kereslet kielégítésére irányul, feltehetően minimális mennyiségű élelmiszerhulladék keletkezik (bár ennek pontos mennyisége nem ismert).
 A kezdetleges tárolási lehetőségek, eszközök miatt azonban ezekben az országokban is számolni kell élelmiszerhulladékkal.

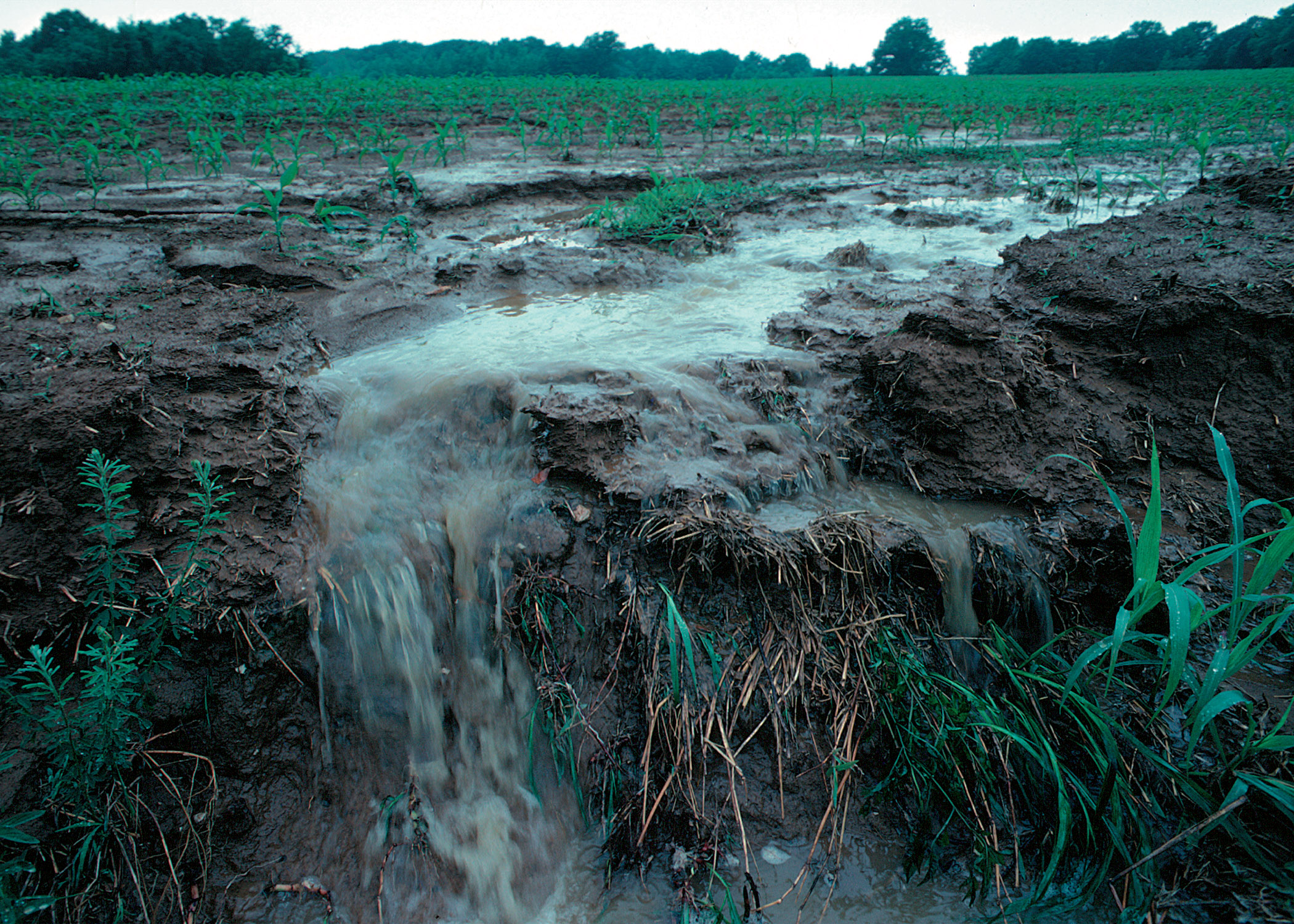
A szélsőséges időjárás következtében a termelés helyén semmisülhet meg jelentős mennyiségű élelmiszer-alapanyag.

Az Egyesült Államokban a legsokrétűbb és a legtöbb felhasználói igény kielégítésére alkalmas amerikai élelmiszeripar kutatásakor fedezték fel, hogy az élelmiszerhulladék termelése lényegében az alapanyagok előállításánál kezdődik. A vetés után a szántóföldi növények ki vannak téve a kártevőknek, fertőzéseknek és a szélsőséges időjárási eseményeknek
, amelyek már a betakarítás előtt jelentős veszteségeket okoznak. Mivel az ember által kevéssé befolyásolható természeti behatások (e.g. hőmérséklet, napsütés, csapadék) határozzák meg legnagyobb mértékben a várható eredményeket, a szántóföldi növénytermelésen alapuló mezőgazdaságnak mindig számolni kell a veszteségekkel és az élelmiszerhulladékok keletkezésével.
A betakarításnál széles körben használt eszközök az élelmiszerhulladékok másik forrásai, mivel a gépek nem mindig tudják megkülönbözteti az érett és éretlen terményt, vagy csak a termény egy részét tudják betakarítani. Külső gazdasági megfontolások vagy elvárások (mint pl. egy adott termény elvárt mérete, színe is arra késztetheti a gazdákat, hogy a betakarított termés egy részét kidobják vagy takarmányként hasznosítsák, amennyiben nincs remény arra, hogy azt tovább tudják értékesíteni.

### Élelmiszerfeldolgozás
A betakarítás után is folytatódik az élelmiszerhulladék keletkezése, amelynek mértéke napjainkban még nem ismert és becslése is gondot okoz. A nem megfelelő tárolás során jelentős mértékű veszteséget okozhatnak a különféle kártevők és kórokozók, elsősorban azokban az országokban, ahol magas a hőmérséklet és a páratartalom, illetve nem állnak rendelkezésre megfelelő tároló helyek. A tárolás során fellépő közvetlen mennyiségi veszteségek mellett jelentős lehet a minőségi veszteség, azaz a tápérték, a kalóriaérték, a feldolgozhatóság és a piaci értékesíthetőség csökkenése, amely az élelmiszerhulladék további forrása.
Az élelmiszerfeldolgozás során keletkező élelmiszerhulladék egy részét szinte egyáltalán nem lehet megszüntetni, vagy kikerülni: az élelmiszerbiztonsági előírásoknak nem megfelelő termékeket még azelőtt ki kell vonni a forgalomból, hogy azok egyáltalán a boltok polcaira kerülhetnének. Bár az így keletkező hulladék egy részét állati takarmányként fel lehet(ne) használni, az élelmiszerbiztonsági előírások miatt sokszor ez sem lehetséges, elsősorban az állati eredetű termékek (húskészítmények, állati maradékok) vonatkozásában, amelyek akár a veszélyes vagy kémiai hulladék kategóriába is tartozhatnak.

### Nagy- és kiskereskedelem

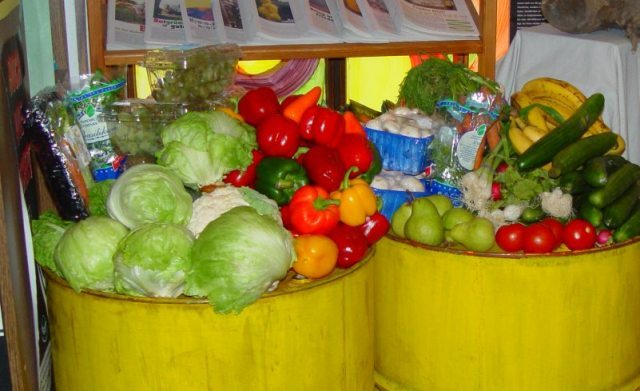
Lejárt szavatosságú, el nem adott élelmiszerek a szemétben

Az élelmiszerfeldolgozás során a legtöbb élelmiszert csomagolják, hogy megvédjék a szállítás közben fellépő külső hatásoktól és megőrizzék frissességét, fogyaszthatóságát, amíg a végső felhasználóhoz el nem jut. A csomagolás, amely így jelentős mennyiségű élelmiszerhulladék keletkezését előzi meg sajnálatos módon elejét veheti annak is, hogy a lejárt szavatosságú élelmiszereket közvetlenül lehessen hasznosítani, pl. állati takarmányként.

### Háztartások
A fejlett országokban az élelmiszerhulladékok meghatározó része a háztartásokban keletkezik. Ez Magyarországon egy főre vetítve évente 68 kg-ot tesz ki. Ennek 49%-a elkerülhető élelmiszerhulladék, vagyis pazarlás eredménye.  Az élelmiszerhulladék 47%-a elkerülhetetlen (pl. banánhéj, csirkecsont, tojáshéj). A fennmaradó 4% pedig potenciálisan elkerülhető. Ebbe az utóbbi kategóriába olyan élelmiszerek vagy élelmiszerrészek tartoznak, amelyek emberi fogyasztásra alkalmasak, de az adott személy egészségügyi okok miatt (pl. rágási, emésztési problémák) vagy undor miatt nem képes elfogyasztani.

## Az élelmiszerhulladék hatásai
Az élelmiszerhulladékoknak a keletkezés helyétől, a hulladék mennyiségétől és a feldolgozás módjától függően nagyon eltérő lehet a hatása: egyes országokban a hulladék mennyisége elenyésző és azt is megfelelően fel tudják használni. A fejlett országokban, mint pl. az Egyesült Államok és az EU országai, a keletkező élelmiszerhulladékok társadalmi, gazdasági és környezeti hatásai igen jelentősek.

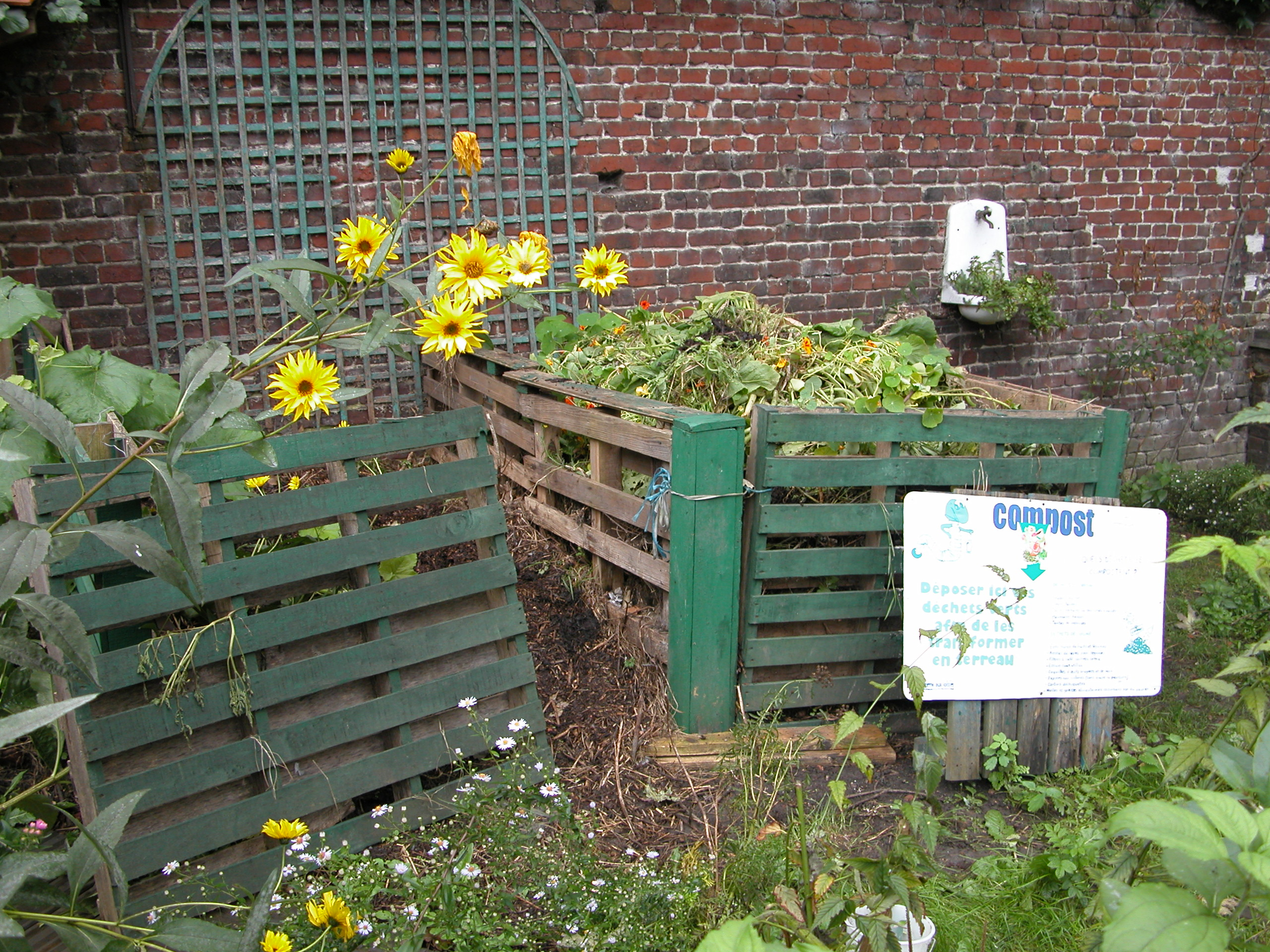
Komposztálás házi körülmények között

Nagy-Britanniában évente 6,7 millió tonna élelmiszerhulladék keletkezik (elsősorban lejárt szavatosságú termékek formájában), és a kapcsolódó költségeket (termelés, szállítás, raktározás, feldolgozás, megsemmisítés) évi 10,2 millió fontra becsülik. Minden brit háztartás tehát kb. 250-400 fonttal költ többet a kidobott élelmiszerek miatt évente.
Az egy főre jutó élelmiszerhulladék mennyiségét Észak-Amerikában egy 1918-as tanulmányban fejenként évi 100-200 fontra (45 – 90 kg) becsülték.
A University of Arizona 2004-es kutatása megállapította, hogy az Egyesült Államokban az előállított élelmiszerek 14-15%-át fel sem bontva dobják ki, az élelmiszerhulladék miatt keletkező veszteséget 43 milliárd dollárra becsülték.

## Kezelése
Az élelmiszerhulladék problémájára különféle megoldások léteznek.

### Megelőzés
A legegyszerűbb módszer a megelőzés, vagyis minél kevesebb élelmiszerhulladék megtermelése. Ezt a megoldást elsősorban a környezetvédelmi és fogyasztói szervezetek javasolják és különféle kampányokkal igyekeznek felhívni a fogyasztók figyelmét arra, hogyan csökkenthetik az általuk megtermelt hulladék mennyiségét.
Az átlagos háztartás számára a legegyszerűbb módszer, hogy a vásárlás pillanatában csökkentik a jövőbeni hulladékot és csak azt veszik meg, amire szükségük van. További egyszerű módszer, hogy megtervezik a bevásárló-listát, nem az impulzusvásárlásra hagyatkoznak (amelyek általában a legnagyobb arányban járnak a vásárolt élelmiszer kidobásával), illetve az otthonukban megfelelő módon tárolják az élelmiszer-alapanyagokat és a kész ételeket.
Az élelmiszerbankok az iparban és a kereskedelemben keletkezett felesleges, de fogyasztható élelmiszereket összegyűjtik és karitatív szervezeteken keresztül adományként eljuttatják a rászorulóknak.

### Összegyűjtés

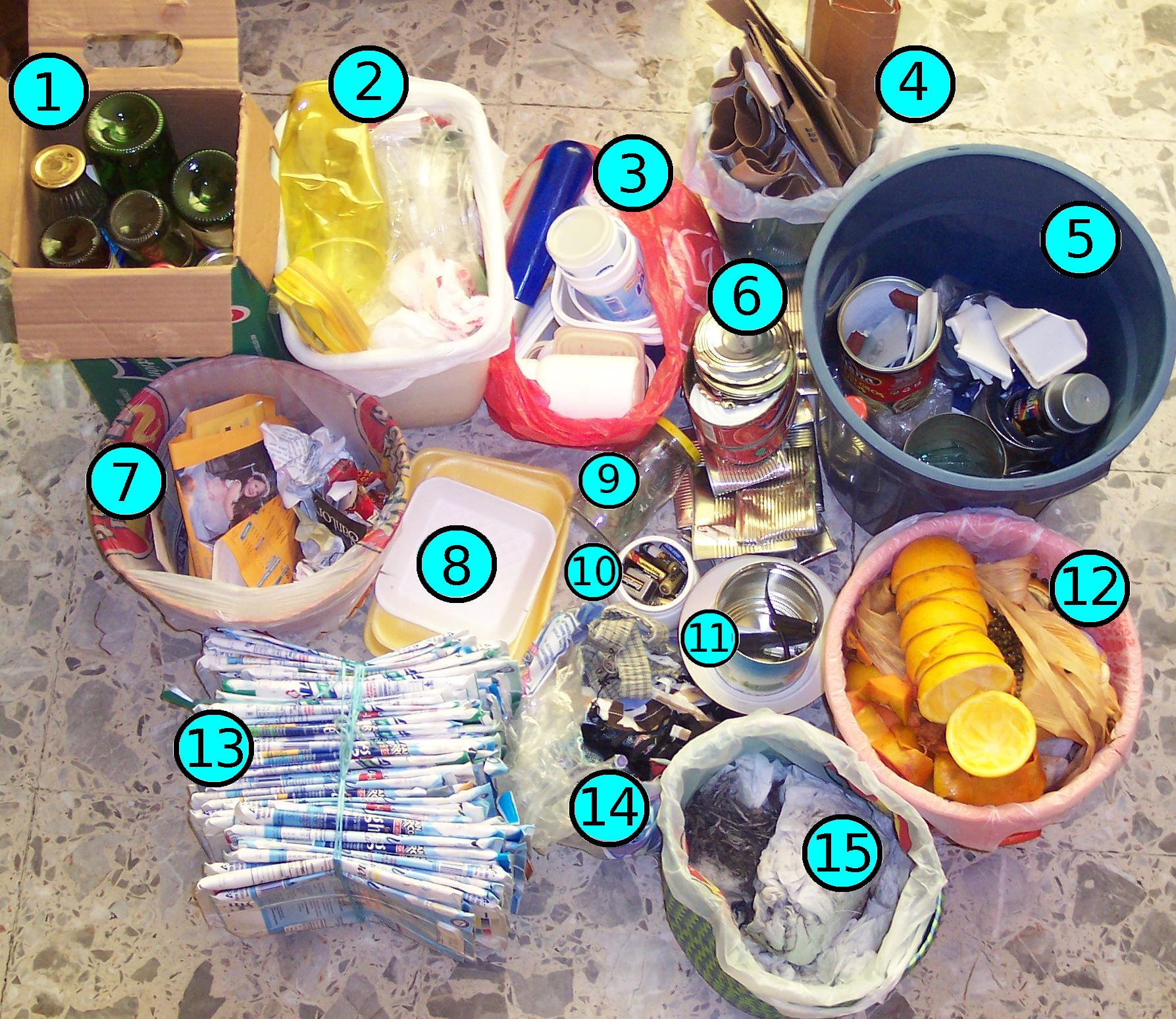
Elkülönítetten kezelt háztartási hulladék - 12-es szám jelöli az élelmiszerhulladékokat

Azokban az országokban, ahol a lakossági hulladék összegyűjtése és kezelése közösségi (állami vagy helyi önkormányzati) feladat, az élelmiszerhulladékot általában az egyéb háztartási hulladékkal együtt gyűjtik össze és dolgozzák fel (vagy rakják le a hulladéktárolókban). Egyes országokban, mint pl. Nagy-Britannia, már kísérleteznek az élelmiszerhulladékoknak kijelölt külön tárolóedényekkel, amelyek megkönnyítik a feldolgozást.
A 19. század végétől a 20. század közepéig sok helyen külön gyűjtötték az élelmiszerhulladékokat (az angol nyelvben "garbage" szóval különböztették meg az általános hulladéktól - "trash"), majd fertőtlenítés után állati takarmányként használták, magán- vagy közösségi disznóhizlaldákban. A kis háztáji gazdaságokkal rendelkező országokban, mint pl. Magyarország, ez széles körben elterjedt szokás volt, ezek a háztartások szinte nem is termeltek semmilyen élelmiszerhulladékot.
Napjainkban Európában számos helyen kísérleteznek a "biohulladék" elkülönített begyűjtésével és feldolgozásával. Ebbe a kategóriába elsősorban a kertekben keletkező hulladékot értik, de együtt lehet gyűjteni más, komposztálható hulladékot is. A begyűjtés gyakorisága azonban sok helyen okoz gondot, mivel a nem megfelelő időközben elszállított élelmiszerhulladék meleg időben megrohad, bűzlik és nagyon vonzó lehet különféle rágcsálók vagy más állatok számára.

### Kezelés és ártalmatlanítás

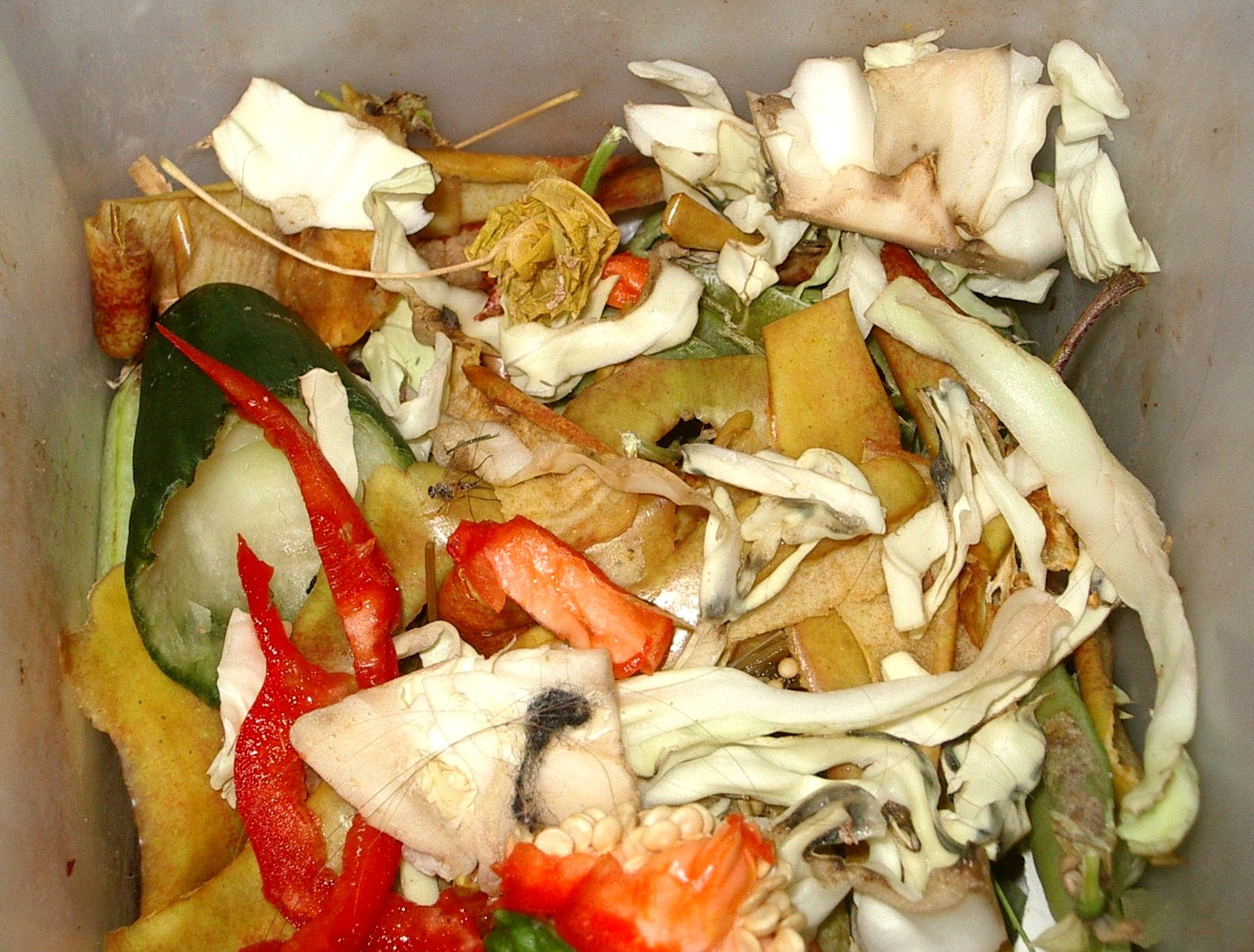
Biológiailag lebomló hulladékok külön gyűjtve

Az élelmiszerhulladékok kezelésére többféle lehetőség van: összegyűjtés után hulladéklerakóban elhelyezhető, takarmányozási céllal állattartóknak átadható, illetve a biológiailag lebomló élelmiszerhulladékokat komposztálással lehet újrahasznosítani.
A hulladéklerakóban való elhelyezést a legegyszerűbb és a legkárosabb megoldás, a bomló élelmiszerhulladék nagy mennyiségű metánt termel, amely robbanásveszélyt okozhat, illetve üvegházhatást okozó gáz. A lebomló hulladék rendkívül kellemetlen szagú, vonzza a legyeket, rágcsálókat és kártevőket. Az EU 1999/31/EK irányelve és a hulladékfeldolgozásra vonatkozó más jogszabályok egyre inkább korlátozzák a szerves eredetű hulladékok (köztük az élelmiszerhulladék) lerakását szeméttelepeken.
Az élelmiszerhulladék kezelésének másik lehetséges módja a hulladék megtermelésének helyén vagy központilag végzett komposztálás, amelynek során hasznosítható gázok (metán) és a talaj dúsítására használható komposzt keletkezik.
Az élelmiszerhulladékot takarmányozási céllal át lehet adni állatmenhelyeknek vagy állattartó telepeknek, a hulladék megfelelő kezelése, fertőtlenítése után.
A hatályos magyar jogszabályok alapján élelmiszert előállító, feldolgozó és értékesítő vállalkozásoknál nagy mennyiségben termelt élelmiszerhulladék elszállítását speciális technológiával és a jogszabályokban meghatározott engedélyekkel rendelkező hulladékszállító vállalkozások végzik, és átadják a hulladék kezelését, ártalmatlanítását vagy hasznosítását végző hulladékkezelő vállalkozásnak (amelynek tevékenysége szintén engedélyköteles).

## Lásd még
- Hulladékkezelés
- Hulladékgazdálkodás
- Hulladékhasznosítást koordináló szervezetek
- Környezetszennyezés

## Fordítás
- Ez a szócikk részben vagy egészben  a    Food waste című angol Wikipédia-szócikk fordításán alapul.  Az eredeti cikk szerkesztőit annak laptörténete sorolja fel. Ez a jelzés csupán a megfogalmazás eredetét és a szerzői jogokat jelzi, nem szolgál a cikkben szereplő információk forrásmegjelöléseként.

## További olvasmányok
- LeGood, Paul, Andrew Clarke (2006. November). „Smart and Active Packaging to Reduce Food Waste”, 32. o. [2007. október 26-i dátummal az eredetiből archiválva]. (Hozzáférés: 2010. május 5.)
- Stuart, Tristram. Waste: Uncovering the Global Food Scandal: The True Cost of What the Global Food Industry Throws Away. Penguin (2009). ISBN 0141036346
- Willand, Lois Carlson. The Use-It-Up Cookbook: A Guide for Minimizing Food Waste. Practical Cookbooks (1979). ISBN 0961455608